# Темна Вежа VI: Пісня Сюзанни
«Темна Вежа VI: Пісня Сюзанни» (англ. Song of Susannah) — шостий том з серії романів американського письменника  Стівена Кінга про Темну Вежу, яку Кінг презентує як свій Magnum opus. Роман опубліковано в 2004 році. Українською книгу видало видавництво Книжковий клуб «Клуб сімейного дозвілля» 2010 року в рамках проєкту «Світові бестселери — українською».
Книга висувалась на здобуття премії Локус в 2005 році.